# Amasis II
Amasis II (klassisk grekiska: Ἄμασις), död 526 f.Kr., var en egyptisk farao i den 26:e dynastin som regerade från 570 f.Kr. fram till sin död. Han var den siste store härskaren i Egypten före den persiska erövringen och känd för sin vänskap med Polykrates.
Asteroiden 4161 Amasis är uppkallad efter honom.

## Vidareläsning
- John, Ray (1 mars 1996) (på engelska). Amasis, the pharaoh with no illusions. "46" (3). London: History Today. sid. 27–31. OCLC 1000708081. https://www.thefreelibrary.com/Amasis%3A+the+pharaoh+with+no+illusions-a018099915